# Lazy Lake
Lazy Lake – wieś w Stanach Zjednoczonych, w stanie Floryda, w hrabstwie Broward.